# Campeonato de Primera Fuerza 1929/30
In 1929/30 werd het achtste seizoen gespeeld van het Campeonato de Primera Fuerza, de hoogste amateurklasse van Mexico. España werd kampioen.

## Eindstand
| Plaats | Club        | Wed. | W | G | V  | Saldo | Ptn. |
| ------ | ----------- | ---- | - | - | -- | ----- | ---- |
| 1.     | Club España | 14   | 9 | 2 | 3  | 33:22 | 20   |
| 2.     | América     | 14   | 7 | 4 | 3  | 34:20 | 18   |
| 3.     | Necaxa      | 14   | 7 | 3 | 4  | 36:24 | 17   |
| 4.     | Asturias    | 14   | 6 | 5 | 3  | 34:22 | 17   |
| 5.     | Atlante     | 14   | 6 | 4 | 4  | 32:25 | 16   |
| 6.     | Marte       | 14   | 4 | 5 | 5  | 22:25 | 13   |
| 7.     | CF México   | 14   | 2 | 2 | 10 | 15:44 | 6    |
| 8.     | Germania FV | 14   | 1 | 3 | 10 | 21:45 | 5    |

|  | Kampioen |

### Kampioen
| Campeonato de Primera Fuerza 1929/30 |
| Mexico                               |
| ------------------------------------ |
| ESPAÑA Kampioen (10° titel)          |

## Topschutters
| Speler          | Speler     | Goals | Club         |
| --------------- | ---------- | ----- | ------------ |
| Vlag van Mexico | Jorge Sota | 12    | Club América |